# Kriegerdenkmal Germania (Witten)

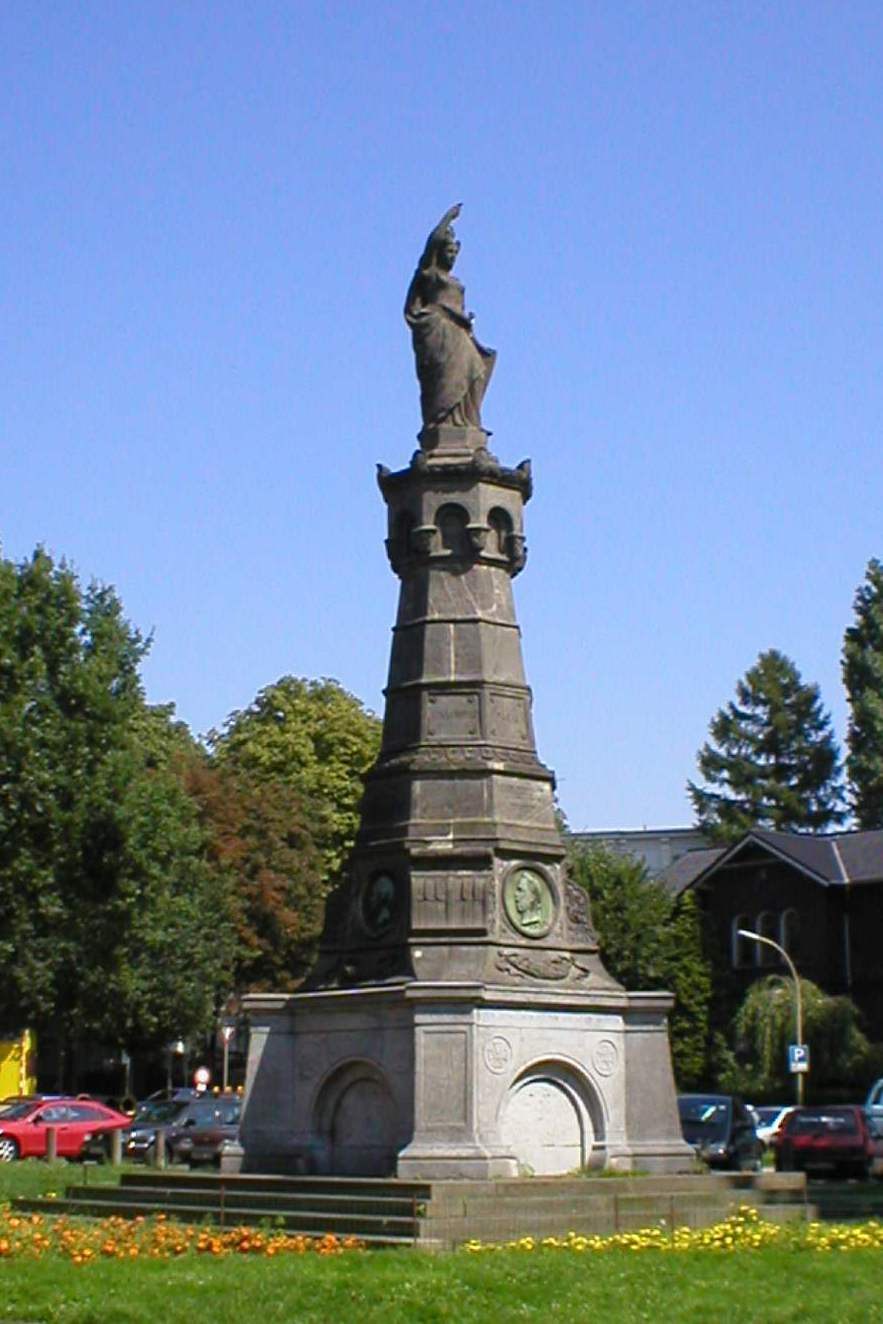
Germania-Denkmal in Witten

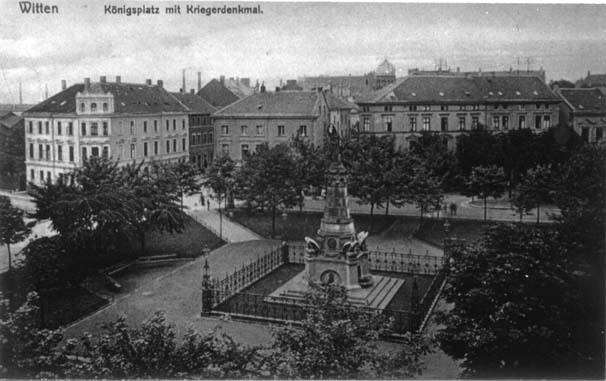
Ansichtskarte mit dem damaligen Königsplatz

Das Kriegerdenkmal Germania in Witten wurde am 30. September 1877 feierlich enthüllt. Besonders der 1854 gegründete Garde-Krieger-Verein, der sich 1858 mit dem Wittener Landwehr- und Krieger-Verein vereinigte, setzte sich für die Errichtung dieses Denkmals ein. Am 3. Juli 1877 wurde auf dem Königsplatz der Grundstein gelegt. Entworfen wurde das Denkmal von dem in Witten geborenen Architekten Heinrich Klutmann, der als hochrangiger preußischer Baubeamter in Berlin wirkte. Seine Errichtung kostete die Stadt Witten 18.801,97 Mark, die in der Hauptsache durch Sammlungen freiwilliger Spenden erbracht wurden. Allein der Unternehmer Louis Berger, der auch die Errichtung des Kriegerdenkmals initiiert hatte, spendete 100 Taler.

## Zentraler Standort 1877
Als Standort wählte der Magistrat der Stadt ein Grundstück am Rande der Innenstadt. Den Mittelpunkt der Stadt Witten stellte bis 1869 das so genannte Oberdorf mit seinem Marktplatz (Kornmarkt) und der Johanniskirche dar. Im Prozess der Industrialisierung und dem damit verbundenen Zuzug vieler Arbeiter aus allen Teilen Deutschlands, entschlossen sich die Stadtplaner bereits 1866 dazu, ein modernes Stadtzentrum zu erschaffen. Dieses Stadtzentrum sollte von der Eisenbahntrasse der Bergisch-Märkischen Eisenbahn abgeschlossen werden, außerdem stellte die Bahntrasse eine Seite eines Quadrats dar, innerhalb dessen die neue Innenstadt entstehen sollte.
Während der Bahnhof einen Eckpunkt der Linie entlang der Eisenbahnlinie darstellte, entstand am Ende dieser gedachten Linie ein zweiter Eckpunkt in Form des neuen Königsplatzes. Rund um diesen Platz wurde – nach zeitgenössischen Maßstäben – hochwertiger Wohnraum errichtet. Das neue Viertel sollte ein neues, modernes Witten repräsentieren. Um dieses Anliegen zu unterstreichen, wurden die neu gebauten Straßen der zeitgenössischen Gepflogenheit entsprechend nach großen Staatsmännern wie Otto von Bismarck und Helmuth von Moltke benannt.
Der Königsplatz wurde aufwändig bepflanzt, 1877 wurde in seiner Mitte schließlich das Kriegerdenkmal mit dem bekrönenden Standbild einer Germania aufgestellt. Mit diesem Denkmal, einem Siegesdenkmal, gedachten die Wittener der Deutschen Einigungskriege (Deutsch-Dänischer Krieg von 1864, Deutscher Krieg von 1866 und Deutsch-Französischer Krieg von 1870/71). Neben einer aufwändigen Germania-Statue wurden die Namen aller Wittener Soldaten in das Denkmal eingelassen, die in diesen Kriegen ihr Leben verloren haben. Außerdem zierten bis zum Ende des Zweiten Weltkriegs vier steinerne allegorische Adler den Sockel des Denkmals.
Um seine Bedeutung im Rahmen der Stadtplanung zu unterstreichen, entstand rund um das Denkmal 1884 eine Einfriedung, die etwa 4.000 Mark kostete.
Neben den repräsentativ gestalteten Mehrfamilienwohnhäusern entstanden im Karree rund um den Königsplatz einige für ihre Zeit herausragende Villen.

## Bedeutungsverlust nach 1945
Galt das Quartier am Ende des 19. Jahrhunderts als Wittener Nobelviertel, änderte sich dies bereits im Verlauf des frühen 20. Jahrhunderts. Obwohl sich die Stadtplaner des Magistrats vorgestellt hatten, dass sich die Linie zwischen Bahnhof und Königsplatz zur Flaniermeile entwickeln würde, entstand diese eher zwischen dem Bahnhof und dem Oberdorf mit seinem Markt. Als Verbindung zwischen den beiden Punkten diente die Bahnhofstraße, die heute, in leicht abgeänderter Form, die Einkaufsmeile der Stadt darstellt. Bereits in den 1920er Jahren nahm der Automobilverkehr parallel zur Bahnlinie massiv zu, so dass der Königsplatz nunmehr am Rand einer Hauptverkehrsstraße lag, was so nicht vorgesehen war.
Viele der Villen überstanden die Bombenangriffe des Jahres 1944, doch rings herum entstand in den Jahren nach dem Krieg massiv neue Bebauung. Seinen Parkcharakter büßte der Platz in den folgenden Jahren ein, er verkam zu einer kleinen Grünfläche mit Denkmal. Die Reichsadler verschwanden, Teile des Grüngeländes wichen sogar einem Parkplatz.
Zwar wurde das Germania-Denkmal nicht demontiert, um jedoch den nationalistischen Charakter des Denkmals abzumildern, wurde der Platz in Karl-Marx-Platz umbenannt. Diesen Namen trägt er bis heute.
Nach dem Krieg verschwand auch die Einfriedung des Denkmals. Nach 1945 wurde das Kriegerdenkmal als Relikt einer längst überwundenen Epoche über Jahrzehnte hinweg nicht sonderlich pfleglich behandelt. Besonders in den 1990er Jahren wurde es mit Graffiti beschmiert, die noch vorhandenen Grünflächen wurden zertreten und nicht mehr aufgefrischt, die unteren Mauern des Denkmals wurden sogar von Urin stark in Mitleidenschaft gezogen. Die Stadt nahm schließlich das Angebot eines aus Witten stammenden Reinigungsunternehmers an, das Denkmal kostenlos (quasi als Eigenwerbung) zu reinigen. Bei den Restaurierungsarbeiten wurde festgestellt, dass einige Gedenktafeln bereits so stark verwittert waren, dass die Namen der Gefallenen kaum noch zu erkennen sind. Nach den Arbeiten legte die Stadt rund um das Denkmal ein Blumenbeet an.
Das Denkmal ist heute als Baudenkmal in der städtischen Denkmalliste aufgeführt.